# 엘리펀트섬

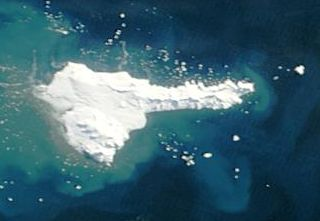
엘리펀트섬

엘리펀트섬의 모습.

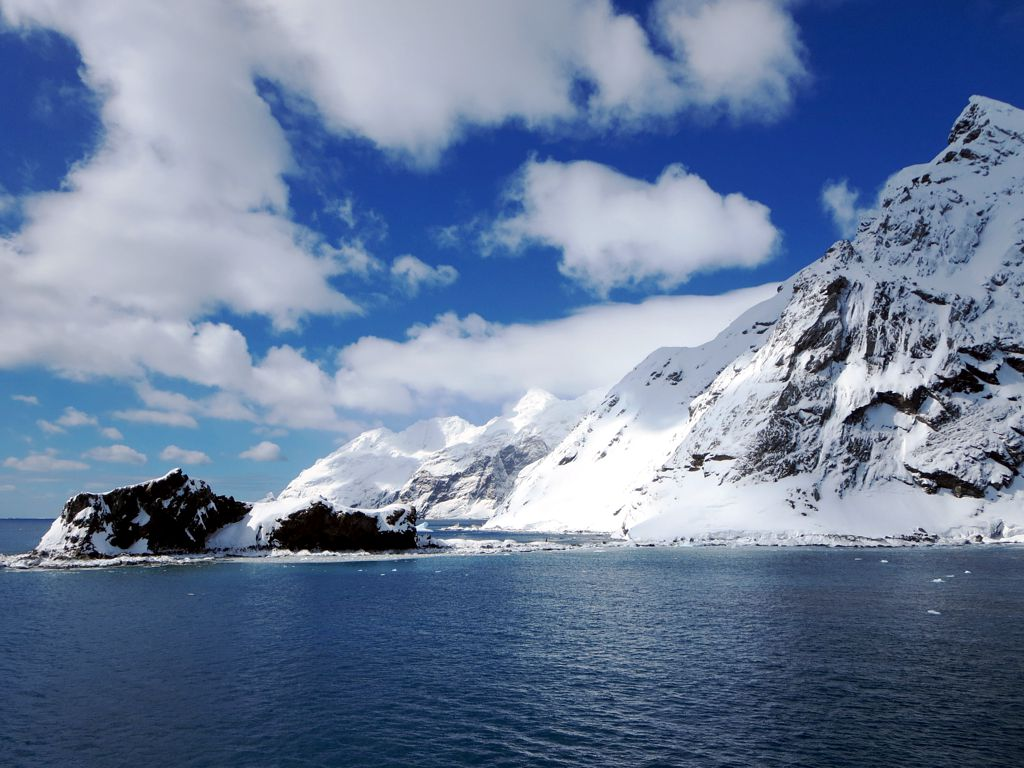

엘리펀트섬(영어: Elephant Island)은 사우스셰틀랜드 제도의 섬이다. 섬이 코끼리 머리처럼 생겨서 '엘리펀트'라는 이름이 붙었다. 사우스셰틀랜드 제도 중에서도 남극에서 떨어진 곳에 위치해 있다. 남극 조약에 따라 누구의 소유도 아니다. 엘리펀트섬에서 정동쪽으로 클러랜스섬이 있으며 정남쪽으로 조인빌섬이 있다.

## 같이 보기
- 남극의 영유권 주장 목록